# Aleksandra Dulkiewicz

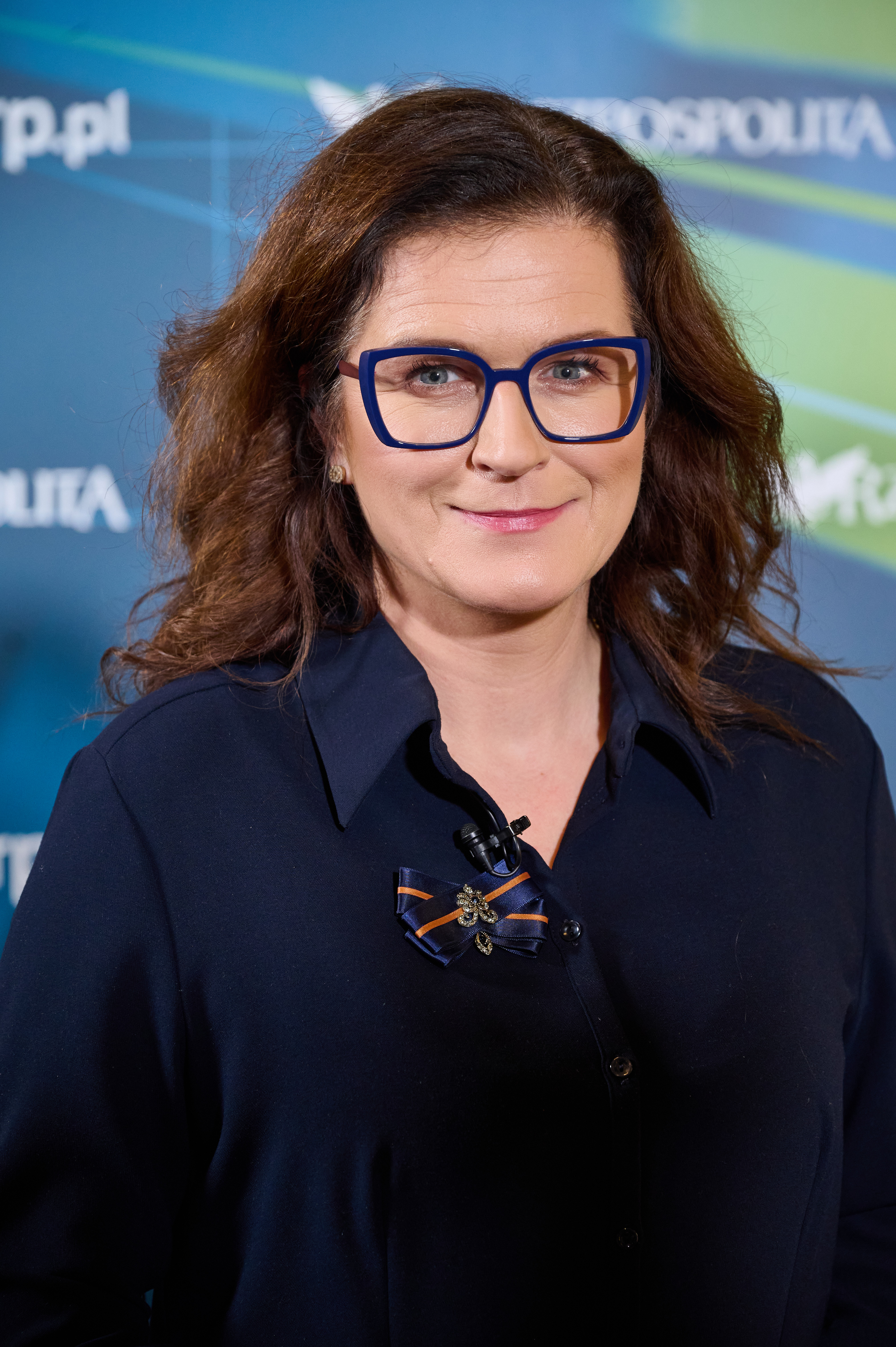
Aleksandra Dulkiewicz (2024)

Aleksandra Maria Dulkiewicz (* 10. Juli 1979 in Danzig) ist eine polnische Kommunalpolitikerin und seit dem 4. März 2019 Stadtpräsidentin von Danzig. Das Amt hatte sie nach der Ermordung ihres Vorgängers Paweł Adamowicz seit dem 17. Januar 2019 kommissarisch ausgeübt. Damit ist sie die erste Frau an der Spitze der Verwaltung dieser Stadt.

## Leben
Dulkiewicz ist Juristin und war seit dem 20. März 2017 als eine der vier Vizepräsidenten verantwortlich für die Danziger Wirtschaftspolitik. Nach ihrem Studium an der Danziger und der Salzburger Universität wurde sie 2006 Assistentin des Stadtpräsidenten Paweł Adamowicz. Dulkiewicz war Beauftragte für die Fußball-Europameisterschaft 2012, arbeitete bis 2014 beim Europäischen Zentrum der Solidarność und dann bis März 2017 bei der Wirtschaftsförderung.
In den Jahren 2010 und 2014 kandidierte Dulkiewicz auf der Liste der Platforma Obywatelska (PO) erfolgreich für den Stadtrat. Dort war sie von 2014 bis zu ihrer Wahl zur Vizepräsidentin Fraktionsvorsitzende der PO und hatte den Vorsitz bzw. die Stellvertretung in den Ausschüssen für Raumordnung und Strategie und Haushalt inne.
Nach dem Tod des Stadtpräsidenten Adamowicz nach einem  Messerattentat übernahm sie am 14. Januar 2019 dessen Vertretung und wurde drei Tage später durch den Woiwoden zur kommissarischen Stadtpräsidentin ernannt.
Am 22. Januar teilte sie mit, für das Amt des Stadtpräsidenten bei den vorgezogenen Wahlen am 3. März 2019 zu kandidieren. Diese Wahl hat sie im ersten Wahlgang mit 82,22 Prozent der Stimmen gewonnen. Sie trat für die Wählervereinigung Wszystko dla Gdańska – „Alles für Danzig“ an, die ihr Vorgänger 2018 gegründet hatte. Daneben wurde sie im Wahlkampf von den Parteien PO, PSL, Nowoczesna und Wiosna unterstützt. Bei den turnusmäßigen Wahlen 2024 trat sie als Kandidatin der Koalicja Obywatelska (KO) an und wurde mit 57,9 % der Stimmen bereits im ersten Wahlgang wiedergewählt.
Ihre Eltern waren beide Beamte der örtlichen Verwaltung. Dulkiewicz hat eine Schwester und eine 2008 geborene Tochter.